# Hubert de Burgh
Hubert de Burgh (ur. ok. 1165, zm. 12 maja 1243 w Banstead w hrabstwie Surrey) – angielski możnowładca, jeden z najbardziej wpływowych ludzi w Anglii za panowania królów Jana bez Ziemi i Henryka III.

## Życiorys
De Burgh pochodził z drobnej szlacheckiej rodziny o której niewiele wiadomo. Możliwe, że był młodszy bratem Williama de Burgh, gubernatora Limerick. Nie wiadomo czy łączyło go pokrewieństwo z późniejszymi hrabiami Ulsteru z rodu de Burgh.
Niewiele wiadomo o wczesnych latach życia Huberta. W 1197 r. był już dworzaninem księcia Jana bez Ziemi. Rok później został szambelanem księcia. Pozostał nim także kiedy Jan został w 1199 r. królem Anglii. De Burgh należał do faworytów nowego króla i został przez obsypany licznymi darowiznami. Już w 1199 r. otrzymał posiadłość Corfe. W 1201 r. otrzymał kilka ważnych strategicznie zamków w Gwent (Grosmont Castle, Skenfrith Castle i Llantilio Castle). Został również wysokim szeryfem Dorset, Somerset, Berkshire i Herefordshire, oraz kasztelanem zamków Launceston i Wallinford.
W 1202 r. de Burgh został konstablem zamku Dover oraz otrzymał Falaise w Normandii. W 1215 r. został lordem strażnikiem Pięciu Portów i Justycjariuszem Anglii. Ten pierwszy urząd utracił jeszcze w 1215 r., na tym drugim pozostał do roku 1232.
Kiedy Jan bez Ziemi pojmał swojego bratanka i rywala do korony, Artura z Bretanii, oddał go pod pieczę Huberta. Hubert miał się przyczynić do śmierci Artura w 1204 r. Jednak niektóre źródła (wykorzystane przez Shakespeare’a w Królu Janie) podawały, że de Burgh otrzymał rozkaz oślepienia Artura, ale odmówił wykonania tego polecenia.
Jakkolwiek by nie było de Burgh pozostał w łaskach króla. W 1203 r. otrzymał ważny strategicznie zamek Chinon w Turenii, klucz do obrony doliny Loary. Hubert utrzymał się w tym zamku nawet po podboju innych angielskich posiadłości na kontynencie przez Francuzów. Chinon był oblegany przez rok i padł dopiero w czerwcu 1205 r.
Następne dwa lata de Burgh spędził we francuskiej niewoli. Zanim w 1207 r. odzyskał wolność z niewyjaśnionych powodów utracił swoje angielskie tytuły i posiadłości. Jednak po powrocie z niewoli otrzymał nowe nadania ziemskie (m.in. Lafford i Sleaford) oraz urząd szeryfa Lincolnshire. Został również seneszalem Poitou.
De Burgh pozostał lojalny wobec Jana podczas jego wojen z baronami pod koniec panowania króla. Doradzał Janowi podpisanie Wielkiej Karty Swobód a jego nazwisko widnieje wśród 25 wykonawców tego przywileju. W czerwcu 1215 r. Hubert otrzymał urząd Justycjariusza.
De Burgh odegrał ważną rolę w walce z francuskim księciem Ludwikiem, wezwanym przez zbuntowanych baronów aby objął angielski tron. Hubert dowodził wówczas flotą, która pokonała liczniejszą flotę francuską w bitwach pod Dover i Sandwich, przyczyniając się w 1217 r. do wycofania się Ludwika z Anglii.
Po śmierci Williama Marshala w 1219 r. de Burgh został faktycznym regentem Anglii w imieniu króla Henryka III. Kiedy Henryk doszedł do lat sprawnych (1227 r.) mianował Huberta 1. hrabią Kentu. 27 kwietnia 1228 r. otrzymał dożywotni urząd Justycjariusza. W 1232 r. intrygi przeciwników Huberta doprowadziły w końcu do usunięcia go z urzędu i uwięzienia. Dwa lata później arcybiskup Canterbury Edmund Rich uzyskał dla Huberta ułaskawienie. Ok. 28 maja 1234 r. de Burgh oficjalnie zrezygnował z urzędu Justycjariusza. Zmarł w 1243 roku

## Życie prywatne
Hubert był trzykrotnie żonaty. Po raz pierwszy ożenił się z Beatrice de Warenne (zm. ok. 12 grudnia 1214), córką Williama de Warenne i Beatrix de Pierrepont, córki Hugh de Pierreponta. Hubert i Beatrice mieli razem dwóch synów, Jana i Huberta. Odziedziczyli oni dobra ziemskie po ojcu, ale nie odziedziczyli tytułu hrabiego Kentu.
Drugą żoną de Burgha została we wrześniu 1217 r. Avisa z Gloucester (ok. 1170 – 14 października 1217), byłą żonę Jana bez Ziemi, córkę Williama Fitz Roberta, 2. hrabiego Gloucester, i Hawise de Beaumont, córki 2. hrabiego Leicester. Małżonkowie nie mieli razem dzieci.
Po raz trzeci de Burgh ożenił się z księżniczką Małgorzatą (1193–1259), córkę króla Szkocji Wilhelma I Lwa i Ermengardy de Beaumont, córki Ryszarda I, wicehrabiego de Beaumont. Hubert i Małgorzata mieli razem jedną córkę:
- Małgorzata de Burgh, zwana „Megottą” (ok. 1222 – listopad 1237), żona Richarda de Clare, 6. hrabiego Hertford, nie miała dzieci

Zanim zawarł te trzy małżeństwa Hubert był zaręczony z Joan, córką hrabiego Devon.